# Новокаирский сельский совет (Бериславский район)
Новокаирский сельский совет (укр. Новокаїрська сільська рада) — входит в состав
Бериславского района
Херсонской области
Украины.
Административный центр сельского совета находится в 
с. Новокаиры
.

## История
- 1922 — дата образования.

## Населённые пункты совета
- с. Новокаиры
- с. Республиканец